# Darcy A. Olsen
Darcy Ann Olsen est la CEO de l'Institut Goldwater, une organisation non gouvernementale conservatrice américaine dont l'action se concentre sur le désengagement de l'État dans l'économie. Ce think tank a été fréquemment honoré pour ses travaux sur la responsabilisation de la fonction publique, et la défense de la libre entreprise. Les médias de Phoenix soulignent fréquemment que le charisme d'Olsen lui a permis de faire passer des réformes majeures telles que les bourses d'études octroyées aux enfants placés en famille d'accueil, la promotion d'une plus grande transparence dans les affaires gouvernementales et le faire valoir des droits juridiques individuels protégés par la Constitution de l'Arizona.
Olsen a rédigé des colonnes à quelques occasions dans des quotidiens nationaux tels que le Wall Street Journal ou le USA Today et est apparue dans des émissions politiques nationales : The O'Reilly Factor, The Dennis Miller Show et Inside Politics. Sa crédibilité en tant que championne des principes d'État gendarme a conduit l'animateur de télévision et radio Glenn Beck à l'inviter dans son American Revival Tour de 2009-2010. En 2011, elle s'illustre dans une bataille contre la Ligue nationale de hockey, en s'opposant au financement des Coyotes de Phoenix par les autorités municipales.

## Enfance & éducation
Darcy Ann Olsen naît aux États-Unis, à Bennington dans le Vermont car c'est la ville disposant d'un hôpital la plus proche de Hoosick Falls, dans l'État de New York, où vit sa famille. Ils déménagent ensuite à Richfield dans l'Utah alors que Darcy a dix ans. Elle développe peu de temps après sa passion pour la politique publique et le plaidoyer. Concernée par le sort des bébés phoques, elle rédige une pétition pour mettre fin à la pratique de la chasse aux phoques et collecte des signatures dans son quartier afin de la soumettre à Greenpeace.
Olsen entre au lycée de Saint George dont elle devient membre d'un club de débats, rédactrice au journal du lycée et cofondatrice de la branche locale du Junior State of America (en). En tant qu'ancienne du mouvement, il lui arrive encore souvent de parler avec les jeunes du JSA.
En 1989, Olsen bénéficie d'une bourse d'études pour entrer à la Edmund A. Walsh School of Foreign Service (en) de l'université de Georgetown à Washington. En parallèle à ses études, elle travaille à la Coalition for the Homeless (en) en tant que conseiller en toxicomanie et manager d'une maison de transition (en),. En 1993, Olsen obtient un bachelor en sciences à la Walsh School of Foreign Service. Elle entre ensuite à l'université de New York où elle obtient une maîtrise en éducation internationale (en) en 1995 après avoir étudié les systèmes éducatifs étrangers, notamment ceux des pays en développement de l'Afrique du Nord.

## Carrière professionnelle
Après l'obtention de son diplôme à la NYU, Darcy retourne vivre dans l'Utah et travaille en tant que rédactrice et éditrice pour la Weber State University. Elle retourne l'année suivante à Washington exercer les mêmes fonctions pour le Cato Institute, un think tank libertarien promouvant la limitation de l'intervention de l'État et le libéralisme économique.

### Cato Institute
Olsen désire se consacrer à la recherche concernant les politiques publiques et le plaidoyer. En 1997 le Cato Institute lui donne alors pour tâche d'examiner le système de sécurité sociale, les subventions au système de santé et autres formes de soutien provenant du gouvernement fédéral. Son premier rapport pour Cato se concentre sur une proposition de loi prévue par l'administration Clinton qui vise à étendre significativement le rôle du gouvernement dans le système de garde d'enfants. Il va à l'encontre de l'idée reçue selon laquelle les États-Unis souffriraient d'une insuffisance d'infrastructures d'accueil d'enfants, arguant que la majorité des parents américains sont satisfaits de l'aide qui leur est fournie et des prix qui n'ont pas, après correction de l'inflation, été modifiés depuis une vingtaine d'années.
Deux ans après, Olsen écrit un nouveau rapport critiquant les propositions de nombreux États de fournir un accès universel à l'école maternelle afin de lutter préventivement contre l'échec scolaire et la délinquance en fournissant aux élèves à risques un environnement instructif stable. Elle se base pour cela sur des recherches scientifiques qui attestent que les subventions fédérales octroyées au système éducatif de la petite enfance n'augmentent pas significativement les compétences d'apprentissage ou les chances de succès scolaire des futurs écoliers.

### Goldwater Institute
Olsen arrive en 2001 à Phoenix où elle prend la tête du Goldwater Institute, organisation fondée en 1988 avec la bénédiction du sénateur Barry Goldwater. Elle y supervise tous les aspects des opérations de l'institut : recherche, règlement des litiges, levée de fonds, sensibilisation du public et gestion administrative.
Désigné comme organisation à but non lucratif selon le paragraphe 501c3 du code des États-Unis, le Goldwater Institute a déclaré un budget de trois millions de dollars en 2008, et a reçu la plus haute notation possible pour un organisme de bienfaisance. Les journalistes et les médias font régulièrement appel à l'analyse d'Olsen sur le budget de l'État, les propositions d'augmentation de taxes et le renforcement de l'économie.
L'Institut a été le fer de lance des partisans d'une réforme des politiques éducatives de l'Arizona, proposant d'offrir plus de choix aux familles, de responsabiliser les établissements sur leur gestion financière, notamment en encadrant et réaffectant les recettes fiscales. La mesure phare est alors l'octroi de « promotions » sur les frais de scolarité aux enfants défavorisés et placés en famille d'accueil afin qu'ils puissent espérer entrer dans les meilleures universités privées du pays. Quand ces promotions ont été désignées comme violant la constitution de l'État, le corps législatif adopta à la place une loi créant un crédit d'impôt pour encourager les dons et contributions aux organisations fournissant des bourses d'études.
Sous la présidence d'Olsen, le Goldwater Institute a évolué d'une situation de pure institution de recherche académique à celle d'organisation de défense du contribuable En 2003, l'institut a lancé un bulletin législatif qui passe en revue des centaines de votes de l'Assemblée législative de l'Arizona et attribue des notes aux législateurs de manière individuelle selon que leur vote se conforme à la Constitution de l'Arizona ou non.
En 2007, l'institut a ouvert un centre chargé du règlement des litiges faisant suite à une possible violation des constitutions de l'État et fédérale par le gouvernement. En 2008, il a également commencé à demander aux candidats à des postes électifs de signer un engagement les incitant à rendre leur mandat le plus transparent possible. L'année suivante l'institut a engagé un journaliste d'investigation à plein temps.
En 2010 le Goldwater Institute a fait de deux questions législatives de l'Arizona des sujets d'ordre national. Il a joué un rôle clé dans la rédaction d'un modèle législatif connu sous le nom de Health Care Freedom Act qui vise à préserver le droit des citoyens à payer pour des soins de santé directement au lieu d'être obligé de s'inscrire à un régime d'assurance commandité par le gouvernement. Les électeurs de l'Arizona et de l'Oklahoma ont approuvé une version du Health Care Freedom Act lors de leurs élections générales respectives de novembre 2010. Au moins 38 autres États ont approuvé ou étudié l'adoption de mesures similaires,. Également en novembre 2010, les électeurs de l'Arizona, de la Caroline du Sud, du Dakota du Sud et de l'Utah ont adopté une mesure rédigée par le Goldwater Institute appelée Save Our Secret Ballot (en), qui garantit aux travailleurs de pouvoir voter à bulletin secret lors des élections syndicales.
À la même période, en juin 2010, la Cour suprême des États-Unis est intervenue pour bloquer le financement de contrepartie des campagnes des candidats de l'Arizona. La Cour suprême a rendu son verdict dans l'affaire McComish contre Bennet (en), favorable à l'Institut Goldwater qui avait déclaré que le financement de contrepartie violait le droit de libre parole des candidats financés par des fonds privés. Si la Cour suprême interdit définitivement l'utilisation des fonds de contrepartie de cette manière, cette décision aura une incidence sur les systèmes de financement des campagnes similaires dans d'autres États comme le Maine et le Wisconsin.
De nombreux observateurs ont affirmé que ces changements initiés par Olsen avait élevé l'Institut Goldwater au rang de « premier catalyseur de réforme des politiques publiques ». En 2008, 2009 et 2010 l'Arizona Capitol Times (en) et ses lecteurs ont désigné l'institut comme le Best Capitol Watchdog de l'Arizona et Leader of the Year en 2009 dans la catégorie Policy Development. Le Washington Post et le lauréat du Prix Pulitzer George Will ont décrit l'institut comme « le défenseur le plus efficace des États-Unis d'un gouvernement limité ».

## Autres activités
Darcy Olsen participe régulièrement à des courses à pied afin de lever des fonds pour des organisations caritatives telles que les fondations Make-A-Wish et Pat Tillman qui travaillent su la prévention du cancer du sein. Elle siège également aux conseils d'administration de l'Arizona School Choice Trust, une organisation accordant des bourses d'études pour les enfants de familles à faibles revenus, et de l' Independent Newspapers.

## Honneurs & récompenses
L'expertise de Darcy Olsen, son charisme et son influence sont reconnus par de nombreuses organisations. Elle est présente en 2006 dans le palmarès Arizona's top Women in Public Policy (liste de femmes ayant une influence certaine sur les politiques publiques de l'Arizona), le Power Players du Phoenix Business Journal (en) et le Phoenix's Forty under 40 (palmarès des personnalités de la ville ayant moins de 40 ans) en 2009. Elle a également reçu le Roe Award décerné par le State Policy Network (en) pour ses « réalisations exceptionnelles ayant permis l'avancement des philosophies du libre marché ».

## Travaux
Liste non exhaustive.
- The Advancing Nanny State: Why the Government Should Stay Out of Child Care, Cato Institute, Analyse n°285 des politiques publiques, 23 octobre 1997[14].
- Universal Preschool Is No Golden Ticket: Why Government Should Not Enter the Preschool Business, Cato Institute, Analyse n°333 des politiques publiques, 9 février 1999[16].
- Reclaiming Our Schools: Increasing Parental Control of Education through the Universal Education Credit, par Darcy Ann Olsen et Matthew J. Brouillette, Cato Institute, Analyse n°388 des politiques publiques, 13 décembre 2000[44].
- Fiscal Analysis of a $500 Federal Education Tax Credit to Help Millions, Save Billions, par Darcy Ann Olsen, Carrie Lips et Dan Lips, Cato Institute, Analyse n°398 des politiques publiques, 1er mai 2001[45].
- Education Scholarships: Expanding Opportunities for Students, Saving Taxpayers Money, Goldwater Institute, Analyse n°169 des problèmes de l'Arizona, 26 mars 2002[46].
- Assessing Proposals for Preschool and Kindergarten: Essential Information for Parents, Taxpayers and Policymakers, Rapport n°201 sur les politiques publiques du Goldwater Institute, 8 février 2005[47].
- Napolitano’s Veto Choice, Arizona’s governor should reconsider the record on school choice, National Review Online, 21 mars 2005[48].
- A wise choice for education dollars ?, par Darcy Olsen et Lisa Snell dans The Indianapolis Star, 6 mars 2007[49].
- Let Families Decide, USA Today, 30 juin 2008[50].
- Arizona can be leader on world stage, The Arizona Republic, 3 février 2009[51].
- Arizona’s Landmark ‘Bailout’ Battle, The Wall Street Journal, 6 juin 2009[52].
- The Importance of Limited Government Power, spécialement rédigé pour American Revival, 20 avril 2010[7].